# 47 Ursae Majoris b
47 Ursae Majoris b é um planeta extrassolar que orbita uma estrela semelhante ao Sol: 47 Ursae Majoris. Tem um período orbital relativamente longo e uma órbita quase circular. Dentro do sistema, é o planeta mais próximo da estrela que se conhece. 47 Ursae Majoris b foi descoberto em 1996 e tem uma massa de pelo menos 2,60 vezes a massa de Júpiter.

## Descoberta
Como a maioria dos planetas extrassolares conhecidos, 47 Ursae Majoris b foi descoberto através da detecção de mudanças na velocidade radial da estrela. Estas variações são atribuídos à presença de um planeta cuja gravidade atua sobre a estrela fazendo-a girar em torno do centro de massa do sistema comum. As alterações na velocidade de 47 Ursae Majoris foram inferidas a partir da observação de mudanças em suas linhas espectrais produzidas pelo efeito Doppler.
51 Pegasi b foi o primeiro planeta extrassolar orbitando uma estrela semelhante ao Sol a ser descoberto. Motivado por essas descobertas, os astrônomos Geoffrey Marcy e R. Paul Butler procuraram sinais de planetas extrassolares em seus dados experimentais. Eles logo encontrarm dois: 47 Ursae Majoris e 70 b Virginis. A descoberta de 47 Ursae Majoris b foi anunciada em 1996.

## Orbita e massa
47 Ursae Majoris b orbita a uma distância de 2,11 UA de sua estrela, e leva 1083 dias para completar uma revolução. Foi o primeiro planeta orbitando uma estrela da sequência principal descoberto. Ao contrário da maioria dos planetas extrassolares de longo período conhecidos, a excentricidade da órbita de 47 Ursae Majoris b é baixa.
O planeta possui uma ressonância orbital de 1:7 em relação ao segundo planeta mais distante da estrela: 47 Ursae Majoris c. A relação de massa entre os dois planetas é 5:2, semelhante à relação entre a massa de Júpiter e Saturno no nosso Sistema Solar.
O método de velocidade radial utilizado na detecção de 47 Ursae Majoris b apresenta uma importante limitação: ele só pode indicar o o limite mínimo de massa do planeta. Dados preliminares de medidas astrométricas sugerem que a órbita do planeta tem uma inclinação de 63,1 ° em relação ao plano celeste.
Se confirmada, isso implicaria que a verdadeira massa do planeta seria cerca de 2,9 vezes a de Júpiter. No entanto, a massa não pode ser muito maior do que o limite inferior ou o sistema tornaria-se instável.
Estima-se que o diâmetro desse planeta se situe entre cerca de 0,9 e 1,2 vezes o diâmetro de Júpiter. Além disso, a sua gravidade de superfície é de 6 a 8 vezes a da Terra (comparadando com com 2,57 vezes a de Júpiter). Finalmente, pode haver nesse planetas ventos muito mais ativos e turbulentos do que os presentes em Júpiter.
|                                                                                      |  |                                                                |
| Órbitas do sistema de 47 Ursae Majoris. 47 UMa b é o planeta na órbita mais interna. |  | Sistema de 47 Ursae Majoris em comparação com o Sistema Solar. |

## Características
Dada a grande quantidade de massa do planeta, é provável que 47 Ursae Majoris b é um gigante gasoso sem uma superfície sólida. Uma vez que o planeta foi detectado apenas indiretamente, propriedades tais como o raio, a composição e temperatura são desconhecidos. Devido à magnitude da sua massa, é provável que a gravidade na superfície seja de 6 a 8 vezes a da Terra. Assumindo que o planeta possua uma composição semelhante à Júpiter e um ambiente de equilíbrio químico, espera-se que a sua atmosfera contenha nuvens de vapor de água nas altas camadas atmosféricas, e não as nuvens de amoníaco típicas de Júpiter.
Embora 47 Ursae Majoris b se situe fora da zona habitável de sua estrela, sua influência gravitacional iria perturbar a órbita de planetas localizados no exterior da zona habitável. Além disso, a gravidade de 47 Ursae Majoris b também ter alterado a formação de planetas terrestres e reduzido distribuição de água a todos os planetas na zona interior do sistema.
 Portanto, os planetas dentro na zona habitável de 47 Ursae Majoris seriam menores e mais secos.
Foi proposto que a reflexão de luz do planeta e emissões de infravermelho de 47 UMa b, assim como a influência do efeito de maré, poderia aquecer suas luas a ponto de torná-las habitáveis, mesmo estando o planeta fora da zona habitável.